# De Havilland DH.114 Heron
Il de Havilland DH.114 Heron era un quadrimotore da trasporto e di linea ad ala bassa prodotto dall'azienda britannica de Havilland Aircraft Company negli anni cinquanta.
Sviluppo dalle dimensioni maggiorate del de Havilland DH.104 Dove, venne concepito come aereo per voli a corto raggio. Oltre alle versioni passeggeri ne esisteva una commuter ad otto posti.
Tra il 1950 e il 1964 ne furono costruiti 150 esemplari, che volarono tra l'altro in Gran Bretagna, Sri Lanka, Ghana, Iraq, Giordania, Malaysia e anche in Italia, con la compagnia Itavia. Il primo incidente aereo dell'Itavia (1960) coinvolse proprio un Heron 2. L'Heron in seguito costituì la base per varie conversioni, come il Turbo Riley Skyliner, i Saunders ST-27 e ST-28 ed il Shin Meiwa Tawron.

## Storia

### Sviluppo
Subito dopo il termine della seconda guerra mondiale, la de Havilland sviluppò il DH.104 Dove, un piccolo bimotore da trasporto passeggeri concepito per sostituire il precedente Dragon Rapide, rivelatosi ben presto un successo commerciale. Come ulteriore sviluppo, la società ne realizzò una variante sostanzialmente ampliata; la fusoliera venne allungata in modo da fornire più spazio per passeggeri o merci e l'apertura alare venne aumentata per far posto a due motori supplementari. L'Heron risultava un velivolo di impostazione convenzionale di costruzione interamente metallica, in grado di utilizzare molte delle parti originariamente progettato per il Dove, semplificando così la logistica per le compagnie aeree che avrebbero impiegato entrambi i modelli.
L'accento venne posto sulla semplicità e robusta della cellula, al fine di produrre un velivolo economico destinato ad operare su rotte a breve e medio raggio in zone isolate e remote, che non possedevano aeroporti moderni. L'Heron venne per questo progettato con un carrello fisso e per essere equipaggiato con gli affidabili motori aspirati Gipsy Queen 30.
Il prototipo, marche G-ALZL, venne portato in volo per la prima volta il 10 maggio 1950 ai comandi di Geoffrey Pike. Il velivolo, non verniciato al momento, dopo 100 ore di prove in volo venne presentato al pubblico l'8 settembre 1950 al Farnborough Airshow, ancora nella sua scintillante livrea in metallo lucido. Il novembre successivo il prototipo ottenne il certificato di navigabilità formale britannica e venne portato in volo a Khartoum e Nairobi per le prove in ambiente tropicale.
Il prototipo è stato poi dipinto ed allestito come dimostratore aziendale, sottoposto a prove operative nel 1951 con la compagnia aerea British European Airways sulle loro rotte scozzesi. Dopo la positiva conclusione delle prove prototipo come un aereo di linea regionale, l'Heron venne avviato alla produzione in serie. Le prime consegne sono state alla National Airways Corporation (NAC, in seguito parte della Air New Zealand).

## Versioni

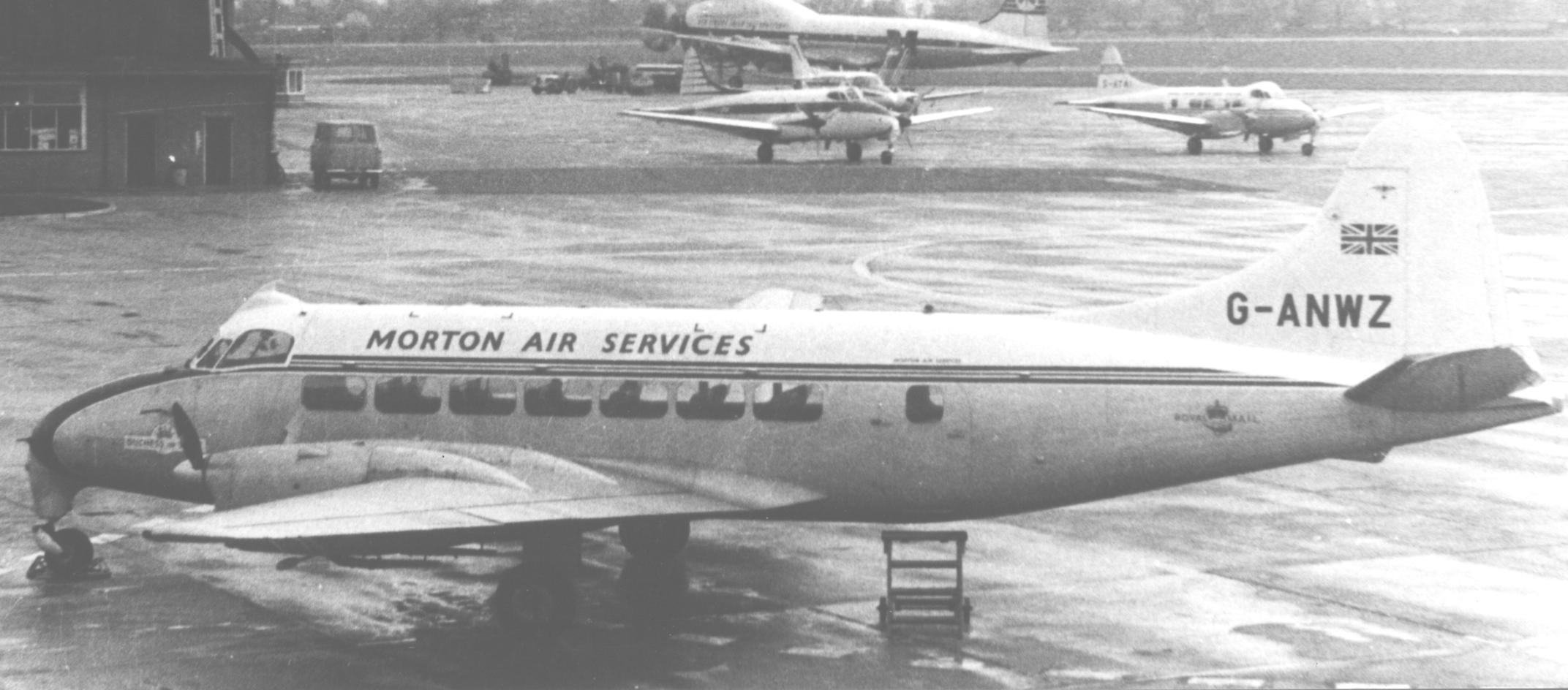
DH.114 Heron 1B della Morton Air Services nel 1965. Si noti il carrello d'atterraggio fisso adottato da questa versione.

- Heron 1: quadrimotore da trasporto leggero caratterizzato dall'adozione di un carrello d'atterraggio fisso.
  - Heron 1B: sviluppo caratterizzato da un incremento del peso massimo al decollo, portato al valore di 5 897 kg (13 000 lb).
- Heron 2: quadrimotore da trasporto leggero caratterizzato dall'adozione di un carrello d'atterraggio retrattile.
  - Heron 2A: designazione assegnata ad un singolo Heron 2, relativa ad un esemplare venduta ad un cliente civile negli Stati Uniti d'America.
  - Heron 2B: sviluppo caratterizzato da un incremento del peso massimo al decollo, come sul Heron 1B.
  - Heron 2C: ridesignazione degli Heron 2B, opzionalmente equipaggiati con eliche fully-feathering.
  - Heron 2D: quadrimotore da trasporto leggero, sviluppo caratterizzato da un incremento del peso massimo al decollo, portato al valore di 6 136 kg (13 500 lb).
  - Heron 2E: aereo da trasporto VIP destinato ad un cliente privato, realizzato in un solo esemplare.
- Heron C.Mk 3: aereo da trasporto VIP destinato ai voli del sovrano Elisabetta II del Regno Unito, costruito in due esemplari in carico alla Royal Air Force.
- Heron C.Mk 4: aereo da trasporto VIP destinato ai voli della regina Elisabetta II, costruito un esemplare in carico alla Royal Air Force.
- Sea Heron C.Mk 20: versione da trasporto e collegamento in dotazione alla Royal Navy. Tre Heron 2 ex civili e due Heron 2B vennero acquistati dalla Royal Navy nel 1961.
- Riley Turbo Skyliner: variante rimotorizzata. Un certo numero di Heron vennero equipaggiati con i Lycoming IO-540, sei cilindri contrapposti capaci di erogare 290 hp (216 kW).[3] Le modifiche sono state effettuate dall'azienda statunitense Riley Turbostream Corporation.

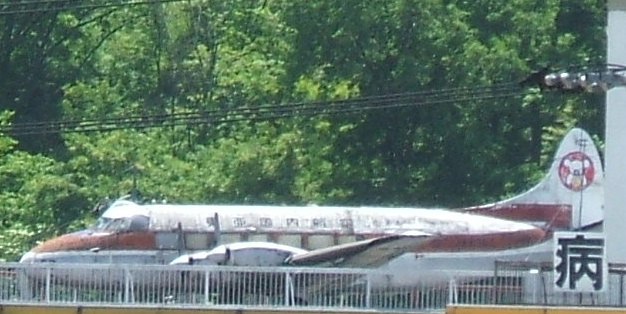
Japanese DH.114 Tawron

- Saunders ST-27: variante bimotore turboelica dotata di fusoliera allungata di 2,59 m (8 ft 6 in), per una capacità portata a 23 posti a sedere ed equipaggiata con una coppia di Pratt & Whitney Canada PT6A-34 da 750 shp (559 kW). Dodici conversioni dagli Heron eseguiti dall'azienda canadese Saunders Aircraft Corporation di Gimli, Manitoba.
  - ST-27A e ST-27B : designazione originale dell'ST-28.
  - Saunders ST-28: versione migliorata del ST-27, realizzata in un solo prototipo.
- Tawron: conversione eseguita dall'azienda giapponese Shin Meiwa per la compagnia aerea Toa Airways equipaggiata con motori Continental IO-470 da 260 hp (194 kW) in sostituzione degli originali.[4]

## Operatori

### Militari
Ceylon
- Royal Ceylon Air Force

 Congo belga
- Force Publique

 Germania
- Luftwaffe

 Ghana
- Ghana Air Force

 Giordania
- Al-Quwwat al-Jawwiyya al-malikiyya al-Urdunniyya

 Iraq
- Royal Iraqi Air Force

 Katanga
- Katangan Air Force

 Kuwait
- Al-Quwwat al-Jawwiyya al-Kuwaytiyya

 Malaysia
- Tentera Udara Diraja Malaysia

 Regno Unito
- Royal Air Force
  - No. 60 Squadron RAF
  - Queen's Flight
- Fleet Air Arm

 Sri Lanka
- Sri Lanka Air Force

 Sudafrica
- South African Air Force

## Esemplari attualmente esistenti

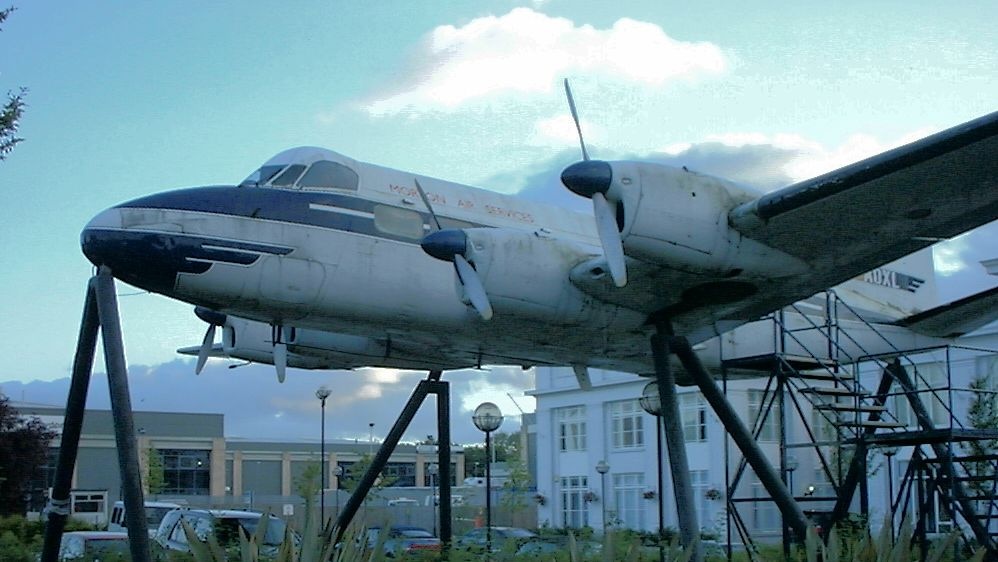
Il de Havilland DH.114 Heron esposto di fronte all'Aeroporto di Croydon.